# 百萬梅治
百萬 梅治（ひゃくまん うめじ、1858年（安政5年）2月 - 1896年（明治29年）3月9日）は日本の政治家。衆議院議員（2期）

## 経歴
1858年（安政5年）2月に百萬九右衛門の長男として生まれる。幼名は梅乃助と称し18歳のときに改名した。百萬家は地元の旧家で、梅治は22代目であった。時国小学校を卒業後、輪島師範学校に入り1878年に卒業し東小学校訓導に就任した。1880年（明治13年）4月に金沢へ出て河波有道に漢学を学び1882年に帰郷した。帰郷した後、数々の地元の公職に就き、1885年1月6日に県会議員補欠員に当選した。その後、1886年9月、1889年1月、1891年10月にそれぞれ再選された。1892年2月、衆院選に政府を支持する吏党派から出馬し、民党派の小間粛と争って当選した。1894年3月の衆院選には落選したが、9月の選挙には当選した。所属政党は自由党で、勝海舟と親しかった。1896年3月9日、衆議院議員在職中のまま死去した。

## 註釈
1. ↑  1886年8月に県会議員の半数改選があり、補充され正式に就任した。